# Klaczka

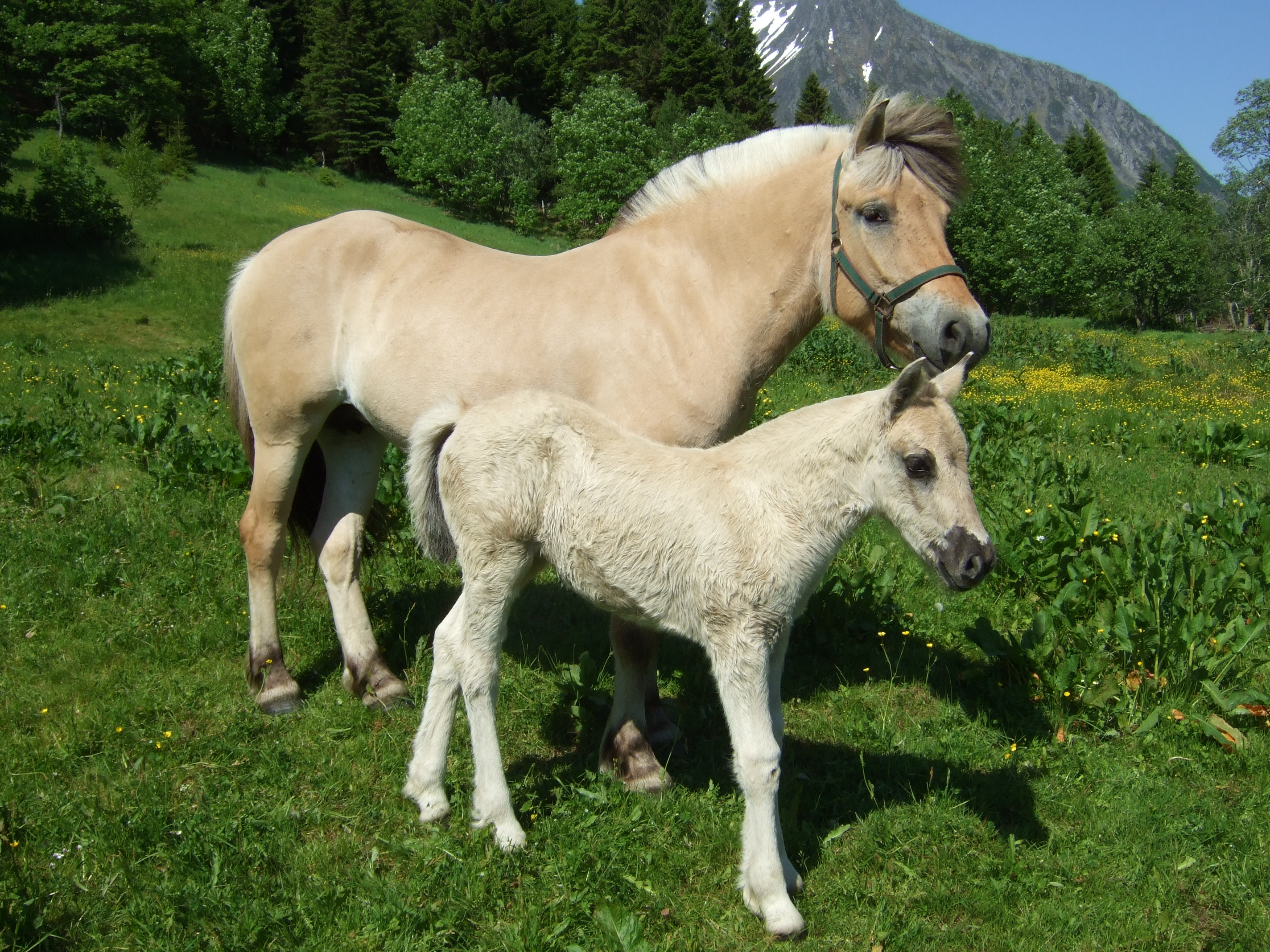
Klaczka razem z matką

Klaczka – samica konia w wieku od 12 do 36 miesięcy, młodsza od klaczy. 
Męskim odpowiednikiem klaczki jest ogierek.
Klaczki osiągają dojrzałość płciową w okresie 18. miesiąca życia, a zdolne są spłodzić źrebaka jako dwulatki. Jednakże w tym okresie klaczka nadal dojrzewa, a ciąża może hamować jej wzrost.
9 czerwca 2007, amerykańska klaczka Rags to Riches (tłum. "Od zera do milionera") wygrała prestiżowe wyścigi konne Belmont Stakes jako pierwsza klaczka od 1905 roku.